# Qinghai Tianyoude Cycling Team
L'equip Qinghai Tianyoude (codi UCI: TYD) és un equip ciclista professional xinès, que competeix des del 2009. Des del seu origen té categoria continental i participa en les curses dels circuits continentals de ciclisme.

## Principals resultats
- Volta al llac Qinghai: Jonathan Monsalve (2017)

### A les grans voltes
- Giro d'Itàlia
  - 0 participacions
- Tour de França
  - 0 participacions
- Volta a Espanya
  - 0 participacions

## Classificacions UCI
L'equip participa en els Circuits continentals de ciclisme. La taula presenta les classificacions de l'equip al circuit, així com el millor ciclista individual.
UCI Amèrica Tour
| Temporada | Classificació per equips | Millor ciclista en la classificació individual |
| --------- | ------------------------ | ---------------------------------------------- |
| 2017      | 34è                      | Jonathan Monsalve (72è)                        |

UCI Àsia Tour
| Temporada | Classificació per equips | Millor ciclista en la classificació individual |
| --------- | ------------------------ | ---------------------------------------------- |
| 2009      | 39è                      | Wu Shengjun (109è)                             |
| 2010      | 51è                      | Ma Haijun (178è)                               |
| 2011      | 60è                      | Wu Shengjun (256è)                             |
| 2012      | 53è                      | Edmund Hollands (152è)                         |
| 2013      | 41è                      | Eugen Wacker (46è)                             |
| 2014      | 71è                      | Wu Peilun (303è)                               |
| 2015      | 83è                      | Norberto Wilches (358è)                        |
| 2016      | -                        | -                                              |
| 2017      | 23è                      | Jonathan Monsalve (15è)                        |

UCI Europa Tour
| Temporada | Classificació per equips | Millor ciclista en la classificació individual |
| --------- | ------------------------ | ---------------------------------------------- |
| 2016      | 95è                      | Oleksandr Surutkovitx (605è)                   |